# Gubernia czernihowska

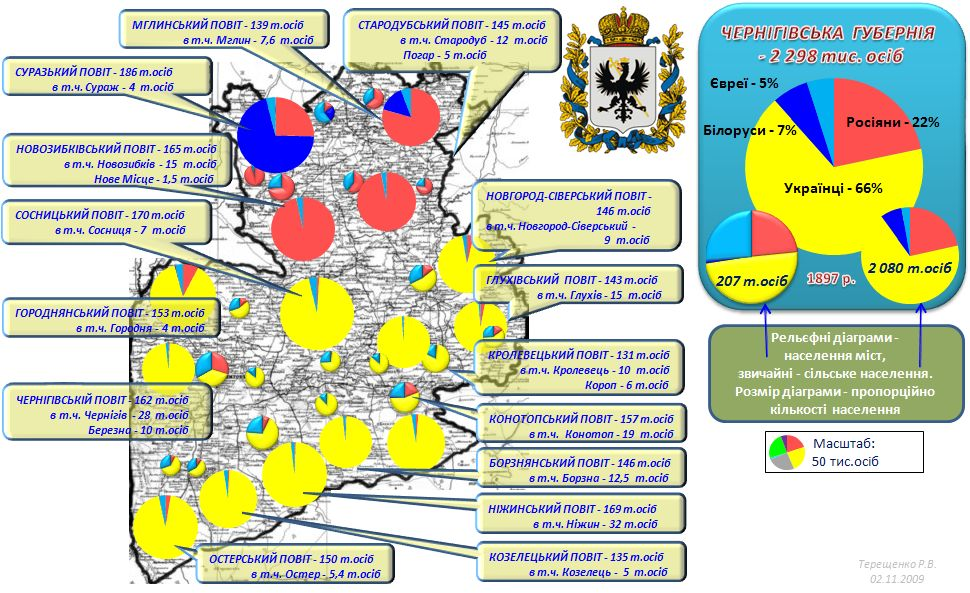
Mapa etnograficzna guberni czernihowskiej według spisu 1897

Gubernia czernihowska (ros. Черниговская губерния) – gubernia Imperium Rosyjskiego, leżąca na terenie Ukrainy Lewobrzeżnej, na terenie dzisiejszych Ukrainy i Rosji. Powstała w roku 1802 po podziale guberni małorosyjskiej na czernihowską i połtawską. Położona była pomiędzy 50°15′ a 53°19′ szerokości geograficznej północnej i 30°24′ a 34°26′ długości geograficznej wschodniej.
Centrum administracyjnym było miasto Czernihów. Składało się na nią 15 powiatów (ujezdów):
- borzieński (2732,1 km²),
- głuchowski (3090,8 km²),
- horodniański (4061,9 km²),
- kozielecki (4952,8 km²),
- konotopski (2539,8 km²),
- królewiecki (2702,9 km²),
- nowogrodzki (3790,5 km²), siedziba Nowogród Siewierski
- niżyński (2891,8 km²), siedziba Niżyn
- osterski (4385,7 km²),
- sośnicki (4079,7 km²),
- czernihowski (3667,2 km²),
- mgliński (3694,4 km²),
- nowozybkowski (3857,3 km²),
- starodubowski (3420,8 km²),
- suraski (4050,5 km²).

Obszar guberni czernihowskiej – 52 396 km²,
W 1919 cztery północne powiaty z mieszaną ukraińsko-białorusko-rosyjską ludnością odpadły do guberni homelskiej (od 1926 znalazły się w składzie guberni briańskiej Rosji Sowieckiej).
W roku 1925 gubernię czernihowską zlikwidowano, a jej terytorium weszło w skład okręgów głuchowskiego, konotopskiego, nieżyńskiego oraz czernihowskiego USRR. W 1932 na większości obszaru guberni utworzono obwód czernihowski.

## Demografia
Ludność – 2 298 000 (według spisu z 1897) – Ukraińcy (66,4%), Rosjanie (21,6%), Białorusini (6,6%), Żydzi (5,0%), Niemcy.

### Ludność w ujezdach według języka ojczystego 1897[1]
| Ujezd            | Ukraińcy | Rosjanie | Białorusini | Żydzi | Niemcy | Polacy |
| ---------------- | -------- | -------- | ----------- | ----- | ------ | ------ |
| Gubernia łącznie | 66,4%    | 21,6%    | 6,6%        | 5,0%  | 0,2%   | 0,1%   |
| Borzneński       | 93,8%    | 0,6%     | …           | 2,5%  | 3,0%   | …      |
| Głuchowski       | 91,6%    | 4,2%     | …           | 3,9%  | …      | 0,1%   |
| Horodnieński     | 86,8%    | 7,8%     | 0,3%        | 4,6%  | …      | 0,3%   |
| Kozielecki       | 95,2%    | 1,0%     | …           | 3,5%  | …      | 0,1%   |
| Konotopski       | 90,9%    | 3,4%     | 0,3%        | 4,9%  | …      | 0,3%   |
| Królewiecki      | 96,3%    | 0,7%     | …           | 3,0%  | …      | …      |
| Mgliński         | …        | 78,2%    | 14,2%       | 7,3%  | …      | …      |
| Nieżyński        | 91,8%    | 1,9%     | …           | 5,9%  | …      | 0,2%   |
| Nowogrodzki      | 91,1%    | 4,3%     | …           | 4,4%  | …      | …      |
| Nowozybkowski    | …        | 94,2%    | 0,2%        | 5,4%  | …      | 0,1%   |
| Osterski         | 92,5%    | 2,8%     | 0,2%        | 4,2%  | …      | 0,1%   |
| Sośnicki         | 94,2%    | 1,0%     | 0,1%        | 4,5%  | …      | 0,1%   |
| Starodubski      | 0,2%     | 92,9%    | …           | 6,8%  | …      | …      |
| Suraski          | 0,1%     | 24,9%    | 69,4%       | 5,3%  | …      | 0,1%   |
| Czernihowski     | 86,1%    | 5,6%     | 0,2%        | 7,6%  | …      | 0,2%   |

### Miasta
Największe miasta guberni w 1897 roku na podstawie danych z carskiego spisu powszechnego oraz porównanie przynależności administracyjnej w Rzeczypospolitej do 1667 roku oraz współczesnej przynależności państwowej:

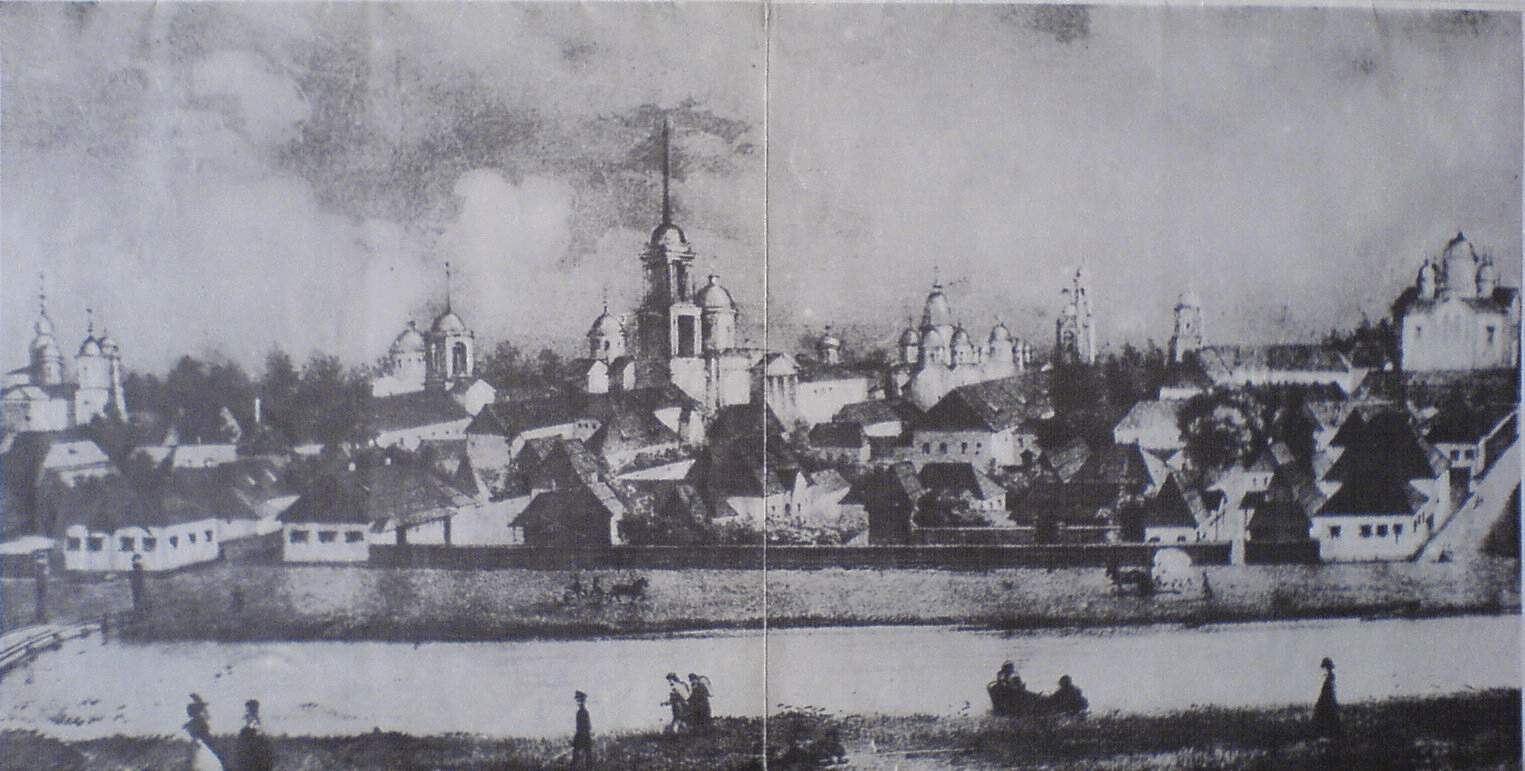
Nieżyn w XIX wieku

|    | miasto     | populacja | województwo I RP | państwo (2016) |
| -- | ---------- | --------- | ---------------- | -------------- |
| 1. | Nieżyn     | 32 113    | kijowskie        | Ukraina        |
| 2. | Czernihów  | 27 716    | czernihowskie    | Ukraina        |
| 3. | Konotop    | 18 770    | czernihowskie    | Ukraina        |
| 4. | Nowozybkow | 15 362    | smoleńskie       | Rosja          |
| 5. | Głuchów    | 14 828    | czernihowskie    | Ukraina        |
| 6. | Borzna     | 12 526    | czernihowskie    | Ukraina        |
| 7. | Starodub   | 12 381    | smoleńskie       | Rosja          |
| 8. | Królewiec  | 10 384    | czernihowskie    | Ukraina        |